# Tilisarao
Tilisarao is een plaats in het Argentijnse bestuurlijke gebied Chacabuco in de provincie San Luis. De plaats telt 5.478 inwoners.